# Ichneumon novemalbatus
Ichneumon novemalbatus är en stekelart som beskrevs av Joseph Kriechbaumer 1875. Ichneumon novemalbatus ingår i släktet Ichneumon och familjen brokparasitsteklar. Utöver nominatformen finns också underarten I. n. persicus.